# Pustinja Stipančić
Ruševine pustinje Stipančić koju čine crkva i kuće, nalaze se u Murvici, općina Bol, na otoku Braču.

## Opis
Pustinja Stipančić utemeljena je na južnim padinama otoka Brača u drugoj polovici 15. st. između Bola i Murvice. Svećenik Juraj Dubravčić iz Nerežišća sagradio je kuću za boravak pobožnih žena koje su pripadale pustinjačkoj zajednici. Široki suhozid štiti pustinju s juga i istoka. Kamene jednokatnice su građene u nizu prislonjene na živu stijenu počevši s crkvicom posvećenom Rođenju Bl. Dj. Marije i sv. Kuzmi i Damjanu na zapadu. Glavnim pročeljem okrenuta je prema Zmajevoj špilji, a na nadvratniku je godina 1477. Gornji zabatni dio pročelja je ožbukan, s reljefno modeliranom pokaznicom nadvišenom križem i svijećnjacima sa strana.

## Zaštita
Pod oznakom Z-4999 zavedena je kao nepokretno kulturno dobro - pojedinačno, pravna statusa zaštićena kulturnog dobra, klasificirano kao "sakralna graditeljska baština".

## Vanjske poveznice
|  | Zajednički poslužitelj ima još gradiva o temi Pustinja Stipančić |